# Ion Druță
Ion Druță (n. 3 septembrie 1928, Horodiște, județul Soroca, Basarabia, România – d. 28 septembrie 2023, Moscova, Rusia) a fost un scriitor, dramaturg și membru de onoare al Academiei Române.

## Biografie

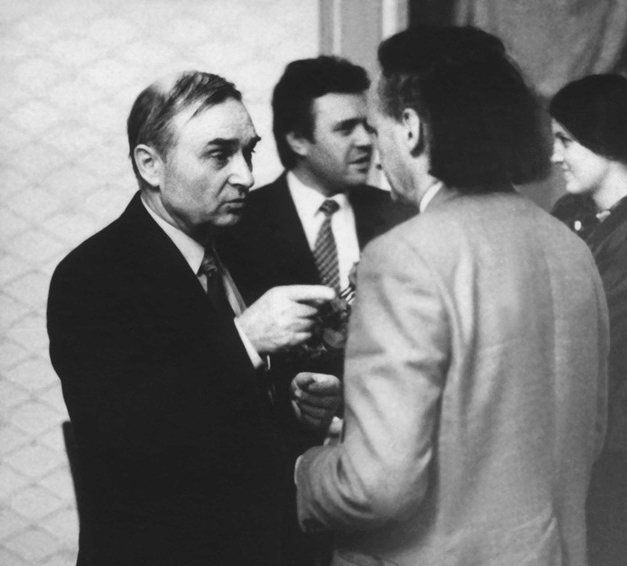
Ion Druță și Grigore Vieru la începutul anilor '90, la Ambasada Republicii Moldova de la București

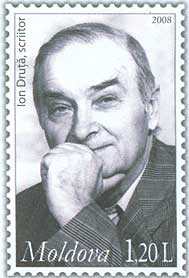
Timbru din 2008

Ion Druță s-a născut pe 3 septembrie 1928, în satul Horodiște, județul interbelic Soroca, din Regatul României (în prezent în raionul Dondușeni, din Republica Moldova) și a decedat pe 28 septembrie 2023 în Moscova, din Rusia.
A absolvit școala de silvicultură și Cursurile superioare de pe lângă Institutul de Literatură „Maxim Gorki” al Uniunii Scriitorilor din U.R.S.S.. Din 1969 s-a stabilit la Moscova, Rusia sovietică.
Primele povestiri ale prozatorului au fost publicate la începutul anilor '50. Operele sale, adunate în 4 volume, Frunze de dor, Balade din câmpie, Ultima lună de toamnă, Povara bunătății noastre, Clopotnița, Horodiște, Întoarcerea țărânii în pământ, Biserica albă, Toiagul păstoriei ș.a. fac parte din „fondul de aur” al literaturii naționale contemporane.

## Aprecieri, distincții, legalitate
La Congresul al III-lea al Uniunii Scriitorilor din RSS Moldovenească (14-15 octombrie 1965), Iurie Barjanschi a discutat în contradictoriu cu Ion Druță și Mihai Cimpoi. El i-a zis lui Cimpoi că "stă încuiat în casă și citește gazete românești", la care Druță i-a răspuns: „Eu vreau să-i spun tovarășului Barjanschi, nu ştiu ce citeşte el, dar la Chişinău se citesc multe ziare românești și vreau să-i mai comunic tovarășului Barjanschi că eu nutresc cele mai calde sentimente pentru o țară vecină cu noi, o țară rudă cu noi, ca limbă, ca istorie, o țară socialistă, ca şi republica noastră, eu nu văd de ce ar trebui să facem un zid Chinez de-a lungul Prutului”. Druță a fost aplaudat de toată sala.
Din 1987 Ion Druță a fost președinte de onoare al Uniunii Scriitorilor din Republica Moldova, post în care a fost ales unanim la Adunarea Generală a scriitorilor. A fost decorat cu mai multe ordine și medalii, deține titlul de Scriitor al Poporului. În 1967, a scris piesa Casa Mare, nuvela Ultima lună de toamnă și romanul Balade din câmpie
În 1990 a fost ales membru de onoare al Academiei Române, iar la 30 decembrie 1992 membru titular al Academiei de Științe a Republicii Moldova. A fost inclus în lista celor 10 scriitori din lume pentru anul 1990 („Moldova Literară” din 26 iulie 1995).
Creația lui Ion Druță este apreciată de contemporani. După cum menționează Mihai Cimpoi, „prin caracteristicile ei esențiale, opera lui Ion Druță... este în total o expresie a rezistenței spirituale și morale în fața a tot ce subminează naționalul, umanul, sacrul”. În anii regimului totalitar comunist sovietic, Ion Druță s-a ridicat deasupra principiului abordării realității de pe poziții de clasă.
La 26 august 2008 i-a fost acordat Premiul de Stat în anul 2008 și titlul de „Laureat al Premiului de Stat” pe anul 2008, pentru contribuția de excepție la dezvoltarea culturii și literaturii naționale și universale. 
La 11 septembrie 2009, Ion Druță a devenit primul cavaler al Ordinului „Bogdan Întemeietorul”. Președintele Republicii Moldova, Vladimir Voronin, l-a decorat pe Druță „în semn de profundă gratitudine pentru contribuția sa deosebită la renașterea națională, pentru merite în dezvoltarea relațiilor culturale cu țările străine și activitate prodigioasă în vederea sporirii prestigiului Moldovei pe plan internațional”.
Ion Druță a lucrat la ziarele „Țăranul sovietic”, „Moldova socialistă” (devenită mai târziu „Moldova Suverană”) și la revista „Femeia Moldovei”. Primul volum de schițe și nuvele, La noi în sat, apare în anul 1953, urmat de alte lucrări de proză scurtă și de romanele Frunze de dor, Povara bunătății noastre. În anul 1969 s-a stabilit cu traiul la Moscova, publicând în limbile română și rusă.

## Controverse
Ca deputat al poporului din URSS, Ion Druță a făcut parte, împreună cu Grigore Eremei, din comisia ce urma să condamne pactul Ribbentrop-Molotov. În ciuda mai multor scrisore trimise de Eremei lui Aleksandr Iakovlev, președintele comisiei, în care cerea nu doar condamnarea pactului, dar și a ultimatumului sovietic asupra României, Moldova nu a fost menționată ca țară afectată, în raportul final. Ion Druță a fost criticat de Alecu Reniță pentru că nu a făcut mai mult, astfel încât tragedia Basarabiei să fie menționată explicit în raport, în ciuda prestigiului de care beneficia acesta.
Mai mulți intelectuali l-au criticat pe Druță pentru atitudinea cvasi-moldovenistă pe care a adoptat-o după independența Moldovei: susținerea congresului „Casa Noastră - Moldova” a lui Mircea Snegur, colaborarea cu regimul lui Vladimir Voronin etc.

## Familia
Soția, Era Samuil Rosina (1929-2017), a fost fiica poetului evreu Samuil (Samuil Israel) Rosin (1892-1941), căzut în lupta de la Veazma. Împreună au avut două fiice: Olga (locuia în Israel) și Tatiana (1958-2011).

## Operă

### Opere dramatice
- Casa Mare (1959)
- Păsările Tinereții noastre (1971)
- Doina (1979)
- Cervus divinus (1977-1981, 1987)
- Sfânta sfintelor (1977) [18]

### Nuvele
- Sania, nuvelă (1953)
- Toiagul păstoriei, nuvelă
- La noi în sat (1953), volum de schițe și nuvele
- Ultima lună de toamnă, nuvelă
- Samariteanca, nuvelă
- Horodiște

### Romane
- Frunze de dor (ediția I, Editura de Stat a Moldovei, 1957)[25] - reeditat de mai multe ori
- Povara bunătății noastre - dilogie (1963; 1968) (prima carte intitulată Balade din câmpie a apărut în 1963, iar dilogia integrală a apărut în 1968 la Moscova)[10]
- Clopotnița
- Întoarcerea țărânii în pământ
- Biserica albă
- Păsările tinereții noastre (1971)